# Заремба, Юзеф
Юзеф Заремба (пол. Józef Zaremba; 1731—1774) герба Заремба — генерал-майор коронных войск Речи Посполитой, генерал-адъютант короля, конфедерат барский и посол серадзский на сейме 1773—1775 гг.

## Биография
Юзеф Заремба был сыном Томаша, пётркувского егеря, и Магдалины Зарембы. Образование получил в Пётркуве-Трыбунальском при школе ордена пиаристов. С 1751 по 1756 г. нёс службу в саксонской армии, после чего перешёл в ряды войска коронного. С 1759 по 1762 гг. боролся с гайдамаками на Правобережной Украине, где выслужился до чина майора кавалерии.
15 января 1769 года принял чин командира Барской конфедерации. В том же году поставлен на пост серадзского региментаря. Отличился в битве под Пётркувом (декабрь 1769 года). После провала военного похода конфедератов и вывода войск Мальчевского в мае 1770 года, принял звание главнокомандующего войсками великопольской провинции. С 1770 года воевал в чине маршалка Великой Польши.

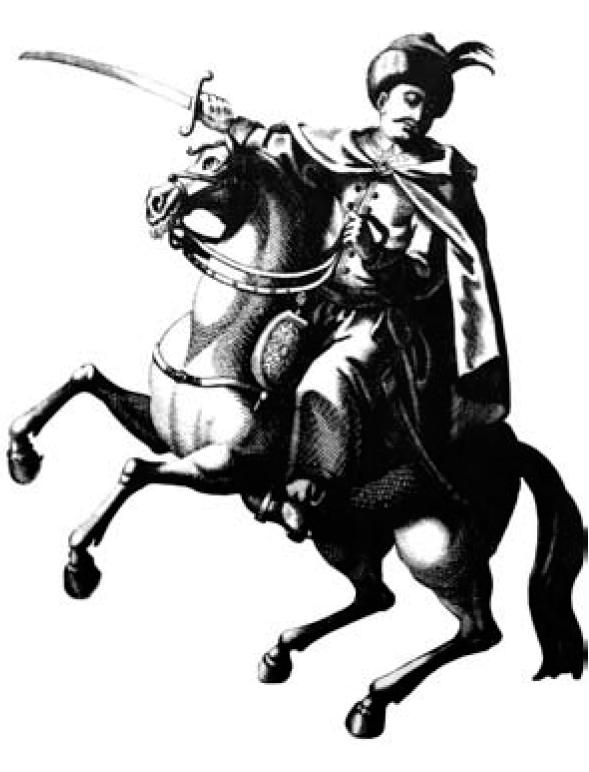
Johann Martin Will, Юзеф Заремба, командующий великопольской армии Барской конфедерации, 1768

Прокоролевские симпатии Юзефа Зарембы привели к личному конфликту с одним из главных деятелей Барской конфедерации, маршалком Казимиром Пулавским, прославившимся при обороне Ченстоховы.
16 августа 1770 года войска под командованием Ю. Зарембы разбили русскую армию под Косьцяном.
1 января 1771 года Заремба издаёт манифест в Косьцяне, который заверяет его права на командование армией конфедерации. Далее, 10 января он нападает под Буками на войска конфедератов Мальчевского и Непомуцкого-Моравского, разбивает их и берёт командиров в плен. Затем, 21-30 января штурмует Познань. Осада была снята вскоре после того, как город возместил недоимки по налогам. Потерпев поражения под Кротошином и Кобылином, Заремба отступает в Силезию, где перегруппировывает войска и, при поддержке берлинских евреев, обеспечивает армию поставками оружия и фуража. Через три месяца, в июне 1771 г., войска снова переходят в наступление и разбивают Ф. К. Браницкого в битве при Видаве. Примечательно, что при Зарембе на правах секретаря в этой битве был известный польский историк Енджей Китович, который впоследствии напишет мемуары о событиях войны Барской конфедерации.
3 ноября 1771 года, после покушения конфедератов на короля, Заремба, узнав об этом, подал в отставку. Но заявление на отставку принято не было, Юзеф продолжил службу. 7 декабря, на дворянском съезде во Всхове он был избран маршалком Великопольской конфедерации. Армия под командованием Зарембы провела зиму на польско-силезской границе. Во время зимовки, Юзеф сотрудничал с прусскими войсками, вторгшимися в Великую Польшу. За это Пруссия поставляла армии Зарембы продовольствие.
22 марта 1772 года потерпел поражение под Пётркувом, а 12 мая — распускает армию. Вернувшись в штаб армии в Варшаве, он добился прощения короля и даже был повышен в чин генерал-майора коронных войск. Однако фактически после этого в военных действиях участия не принимал. Член Радомской конфедерации Адама Понинского с 1773 г.
Скончался в конце февраля 1774 года в своём поместье в местечке Розпша из-за обширных ожогов тела, полученных при приёме ванны.
Был женат на Жозефине Гродзицкой, от брака с которой имел трёх сыновей: Игнация, Томаша и Флорьяна.

## Фигура Юзефа Зарембы в культуре
Заремба предстаёт героем песни известного польского поэта и барда Яцека Ковальского «Дуэт Ивана Древица с ясновельможным Юзефом Зарембой, комендантом великопольской конфедерации» (пол. „Duet Iwana Drewicza z jaśnie wielmożnym Józefem Zarembą, komendantem konfederacji wielkopolskiej“).